# Maria Wimmer

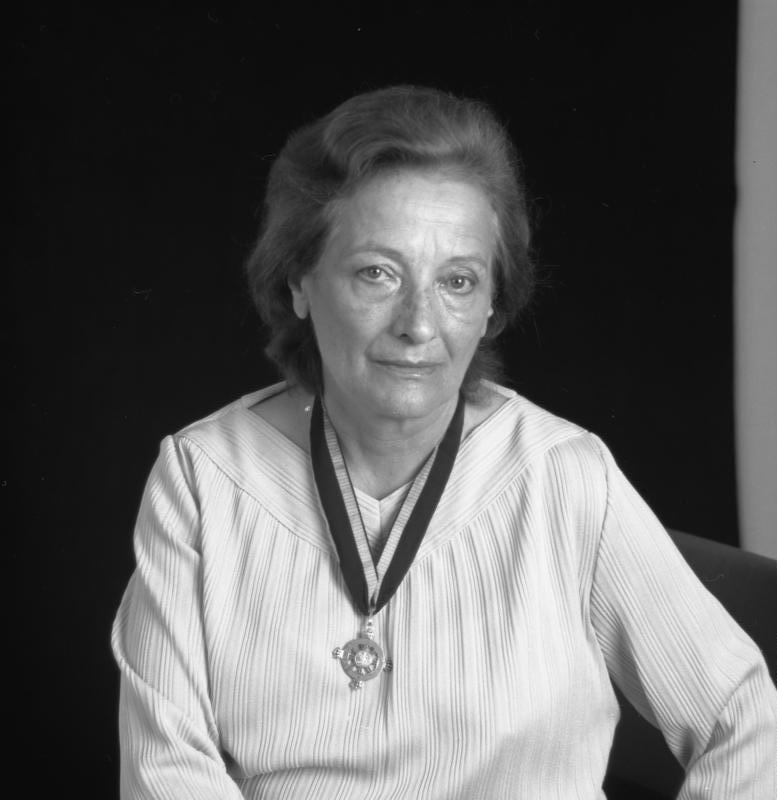
Maria Wimmer, 1982

Maria Wimmer (späterer Name: Maria Seemüller) (* 27. Januar 1911 in Dresden; † 4. Januar 1996 in Bühlerhöhe) war eine deutsche Schauspielerin.

## Leben
Maria Wimmer war Tochter eines Baurats. Sie besuchte nach dem Abitur die Schauspielschule in Leipzig. 1932 wurde sie an das Stadttheater in Stettin engagiert. Von 1934 bis 1937 spielte Wimmer an den Städtischen Bühnen Frankfurt, ab 1937 am Hamburger Schauspielhaus, von 1947 bis 1949 am Residenztheater und von 1949 bis 1957 an den Münchner Kammerspielen. Danach gastierte sie unter anderem am Düsseldorfer Schauspielhaus, an der Volksbühne Berlin, an den Münchner Kammerspielen, am Schauspielhaus Zürich, am Wiener Burgtheater sowie am Schillertheater und am Renaissance-Theater in Berlin.
Sie arbeitete vor allem mit den Regisseuren Fritz Kortner, Oscar Fritz Schuh, Karl-Heinz Stroux, Gustav Rudolf Sellner, Hanskarl Zeiser und Rudolf Noelte zusammen. Wimmer brillierte in klassischen Rollen wie „Gretchen“, „Maria Stuart“, „Medea“, „Lady Macbeth“ und besonders 1956 als „Iphigenie“ in Goethes Iphigenie auf Tauris bei den Ruhrfestspielen in Recklinghausen.
Nach dem Zweiten Weltkrieg wandte sie sich auch Rollen in Stücken moderner und zeitgenössischer Autoren der Nachkriegszeit zu, wie Samuel Beckett, Arthur Miller, T. S. Eliot und Peter Hacks. Daneben war sie in Hauptrollen von Stücken moderner Klassiker wie Gerhart Hauptmann, Anton Tschechow, August Strindberg und Eugene O’Neill zu sehen.
In den 1980er und 1990er Jahren trat sie wieder häufiger an den Münchner Kammerspielen auf, wo sie u. a. auch in der Uraufführung von Nur wir von Ulla Berkéwicz mitwirkte. Zu einprägsamen Rollen dieser Zeit gehörten auch die Verkörperung der Gertrude Stein in dem Theaterstück Gertrude Stein Gertrude Stein Gertrude Stein von Marty Martin 1984 und 1994 die Rolle der „Volumnia“ in Coriolanus (Shakespeare) bei den Salzburger Festspielen. Wimmer wirkte auch in einigen Film- und Fernsehproduktionen mit. 1971 spielte sie in der Serie Der Kommissar (Folge 42: Ein rätselhafter Mord) und 1980 in der Serie Derrick (Folge 67: Unstillbarer Hunger) mit.
Maria Wimmer heiratete 1950 den Rechtsanwalt Otto Seemüller. Da die Ehe kinderlos blieb, verfügte sie, dass ein großer Teil ihres Nachlasses in eine Stiftung geht. Diese hat ihren Sitz in München und fördert Kunst, Kultur und unterstützt finanziell in Not geratene Schauspieler.
Maria Wimmer lebte zeitweilig in Mezzegra am Comer See. Dort erinnert eine von der Gemeinde gestiftete Gedenkplakette vor ihrem ehemaligen Haus an die Schauspielerin. Ihre Grabstätte befindet sich auf dem Bogenhausener Friedhof in München (Grab Nr. 1-7-1).

## Filmografie (Kinofilme komplett)
- 1950: Der fallende Stern
- 1951: Entscheidung vor Morgengrauen (Decision Before Dawn)
- 1952: Der große Zapfenstreich
- 1953: Ein Leben für Do
- 1954: Sauerbruch – Das war mein Leben
- 1954: Der Engel mit dem Flammenschwert
- 1971: Der Kommissar (TV-Serie, Folge: Ein rätselhafter Mord)
- 1977: Die Dämonen (nach Dostojewski), 4-teilige Serie für NDR
- 1977: Richelieu, le Cardinal de Velours (Marie de Médicis)
- 1980: Derrick - Unstillbarer Hunger

## Tonträger
- Marcel Proust: Auf der Suche nach der verlorenen Zeit. 1989 (2 Tonkassetten)

## Auszeichnungen
- 1961: Louise-Dumont-Goldtopas
- 1967: Tilla-Durieux-Schmuck
- 1970: Kulturpreis des Deutschen Gewerkschaftsbundes
- 1973: Pour le mérite für Wissenschaft und Künste
- 1974: Großes Bundesverdienstkreuz mit Stern